# De vogels van Holland
De vogels van Holland is een van twee Nederlandse inzendingen voor het eerste Eurovisiesongfestival in 1956. Het lied werd geschreven door Annie M.G. Schmidt en werd gezongen door Jetty Paerl. Het is het eerste lied dat uitgevoerd werd in de geschiedenis van het Eurovisiesongfestival. Voor zover bekend werd er geen single van geperst.
"De vogels van Holland" is geschreven in de chanson-stijl. Paerl zingt over de vogels van Holland dat ze "leren in hun prille jeugd al tierelieren / om zo de lent' in Holland goed te kunnen vieren". Ze legt uit dat het klimaat en de meisjes uit Nederland ervoor zorgen dat de vogels zo muzikaal zijn, in tegenstelling tot de Franse, Japanse en Chinese vogels die alleen maar "tudeludelu" zingen.
Het Eurovisiesongfestival van 1956 was de eerste editie van het festival en de enige waarbij de deelnemende landen 2 nummers in mochten sturen. De andere inzending voor Nederland was Corry Brokken met het nummer Voorgoed voorbij.

## Referentie
- Bladmuziek (manuscript) op www.muziekschatten.nl

1956: De vogels van Holland / Voorgoed voorbij · 1957: Net als toen · 1958: Heel de wereld · 1959: 'n Beetje · 1960: Wat een geluk · 1961: Wat een dag · 1962: Katinka · 1963: Een speeldoos · 1964: Jij bent mijn leven · 1965: 't Is genoeg · 1966: Fernando en Filippo · 1967: Ring-dinge-ding · 1968: Morgen · 1969: De troubadour · 1970: Waterman · 1971: Tijd · 1972: Als het om de liefde gaat · 1973: De oude muzikant · 1974: Ik zie een ster · 1975: Ding-a-dong · 1976: The party's over · 1977: De mallemolen · 1978: 't Is O.K. · 1979: Colorado · 1980: Amsterdam · 1981: Het is een wonder · 1982: Jij en ik · 1983: Sing me a song · 1984: Ik hou van jou · 1986: Alles heeft ritme · 1987: Rechtop in de wind · 1988: Shangri-la · 1989: Blijf zoals je bent · 1990: Ik wil alles met je delen · 1992: Wijs me de weg · 1993: Vrede · 1994: Waar is de zon · 1996: De eerste keer · 1997: Niemand heeft nog tijd · 1998: Hemel en aarde · 1999: One good reason · 2000: No goodbyes · 2001: Out on my own · 2003: One more night · 2004: Without you · 2005: My impossible dream · 2006: Amambanda · 2007: On top of the world · 2008: Your heart belongs to me · 2009: Shine · 2010: Ik ben verliefd (sha-la-lie) · 2011: Never alone · 2012: You and me · 2013: Birds · 2014: Calm after the storm · 2015: Walk along · 2016: Slow down · 2017: Lights and shadows · 2018: Outlaw in 'em · 2019: Arcade · 2020: Grow · 2021: Birth of a new age · 2022: De diepte · 2023: Burning daylight · 2024: Europapa